# Esteban Dreer
Esteban Javier Dreer (Godoy Cruz, 11 november 1981) is een Ecuadoraans voetballer die als doelman sinds 2012 onder contract staat bij Club Sport Emelec. Daarvoor speelde hij onder meer voor Deportivo Cuenca. Dreer is een geboren Argentijn, maar genaturaliseerd tot Ecuadoriaan.

## Interlandcarrière
Onder leiding van bondscoach Gustavo Quinteros maakte Dreer zijn debuut voor Ecuador in de WK-kwalificatiewedstrijd op 17 november 2015 tegen Venezuela. Zijn voornaamste concurrent bij de nationale ploeg is Alexander Domínguez.

## Erelijst
Club Sport Emelec
- Campeonato Ecuatoriano

2013, 2014, 2015